# Thomas Wyss
Thomas Wyss (* 29. August 1966 in Luzern) ist ein ehemaliger Schweizer Fussballspieler und heutiger -trainer.

## Karriere als Spieler

### Vereine
Seine Juniorenzeit verbrachte Thomas Wyss beim FC Littau und beim FC Luzern.
Er spielte beim FC Luzern, FC Aarau, Grasshoppers Club Zürich und beim FC St. Gallen.

### Trainer
Wyss trainierte den FC Grenchen, Zug 94, den FC Baden, den FC Luzern II, den SC Cham, den FC Roggwil und war Assistents-Trainer beim FC Luzern.

### Nationalmannschaft
Zwischen 1988 und 2000 absolvierte Wyss 11 Länderspiele für die Schweizer Nationalmannschaft.

## Erfolge
als Spieler
- Schweizer Meister 1990 mit dem Grasshopper Club Zürich.
- Schweizer Cupsieger 1989, 1990 mit dem Grasshopper Club Zürich.

- Achtelfinalist bei der Fußball-Weltmeisterschaft 1994 mit der Schweizer Nationalmannschaft.